# Jeff Coetzee
Jeff Coetzee (n. 25 de abril de 1977 en Okiep, Sudáfrica) es un jugador profesional de tenis sudafricano. Se especializa en la modalidad de dobles en donde conquistó 5 títulos de ATP.

## Títulos (6; 0+6)

### Dobles (6)
| Leyenda                |
| Grand Slam (0)         |
| Tennis Masters Cup (0) |
| ATP Masters Series (0) |
| ATP Tour (6)           |

| N.º | Fecha                | Torneo           | Superficie    | Pareja        | Oponentes en la final              | Resultado        |
| --- | -------------------- | ---------------- | ------------- | ------------- | ---------------------------------- | ---------------- |
| 1.  | 21 de julio de 2002  | Amersfoort       | Tierra batida | Chris Haggard | André Sá Alexandre Simoni          | 7-6(1) 6-3       |
| 2.  | 6 de octubre de 2002 | Tokio            | Dura          | Chris Haggard | Jan-Michael Gambill Graydon Oliver | 7-6(4) 6-4       |
| 3.  | 6 de enero de 2003   | Adelaida         | Dura          | Chris Haggard | Max Mirnyi Jeff Morrison           | 2-6 6-4 7-6(7)   |
| 4.  | 14 de enero de 2007  | Auckland         | Dura          | Rogier Wassen | Simon Aspelin Chris Haggard        | 6-7(11) 6-2 10-2 |
| 5.  | 22 de junio de 2007  | 's-Hertogenbosch | Césped        | Rogier Wassen | Leander Paes Martin Damm           | 3-6 7-6(5) 12-10 |
| 6.  | 14 de abril de 2008  | Estoril          | Tierra batida | Wesley Moodie | Jamie Murray Kevin Ullyett         | 6-4 4-6 10-8     |

### Finalista en dobles (10)
- 2002: Sopot (junto a Nathan Healey pierden ante Frantisek Cermak y Leoš Friedl)
- 2003: Bucarest (junto a Simon Aspelin pierden ante Karsten Braasch y Sargis Sargsian)
- 2004: Memphis (junto a Chris Haggard pierden ante Bob Bryan y Mike Bryan)
- 2004: Scottsdale (junto a Chris Haggard pierden ante Rick Leach y Brian MacPhie)
- 2005: Lyon (junto a Rogier Wassen pierden ante Michael Llodra y Fabrice Santoro)
- 2006: Newport (junto a Justin Gimelstob pierden ante Robert Kendrick y Jürgen Melzer)
- 2008: Doha (junto a Wesley Moodie pierden ante Philipp Kohlschreiber y David Škoch)
- 2008: Marsella (junto a Yves Allegro pierden ante Martin Damm y Pavel Vízner)
- 2008: Nottingham (junto a Jamie Murray pierden ante Bruno Soares y Kevin Ullyett)
- 2008: París TMS (junto a Wesley Moodie pierden ante Jonas Björkman y Kevin Ullyett)